# Äigrumäe
Äigrumäe – wieś w Estonii, w prowincji Harju, w gminie Viimsi.